# Francia Equinoccial

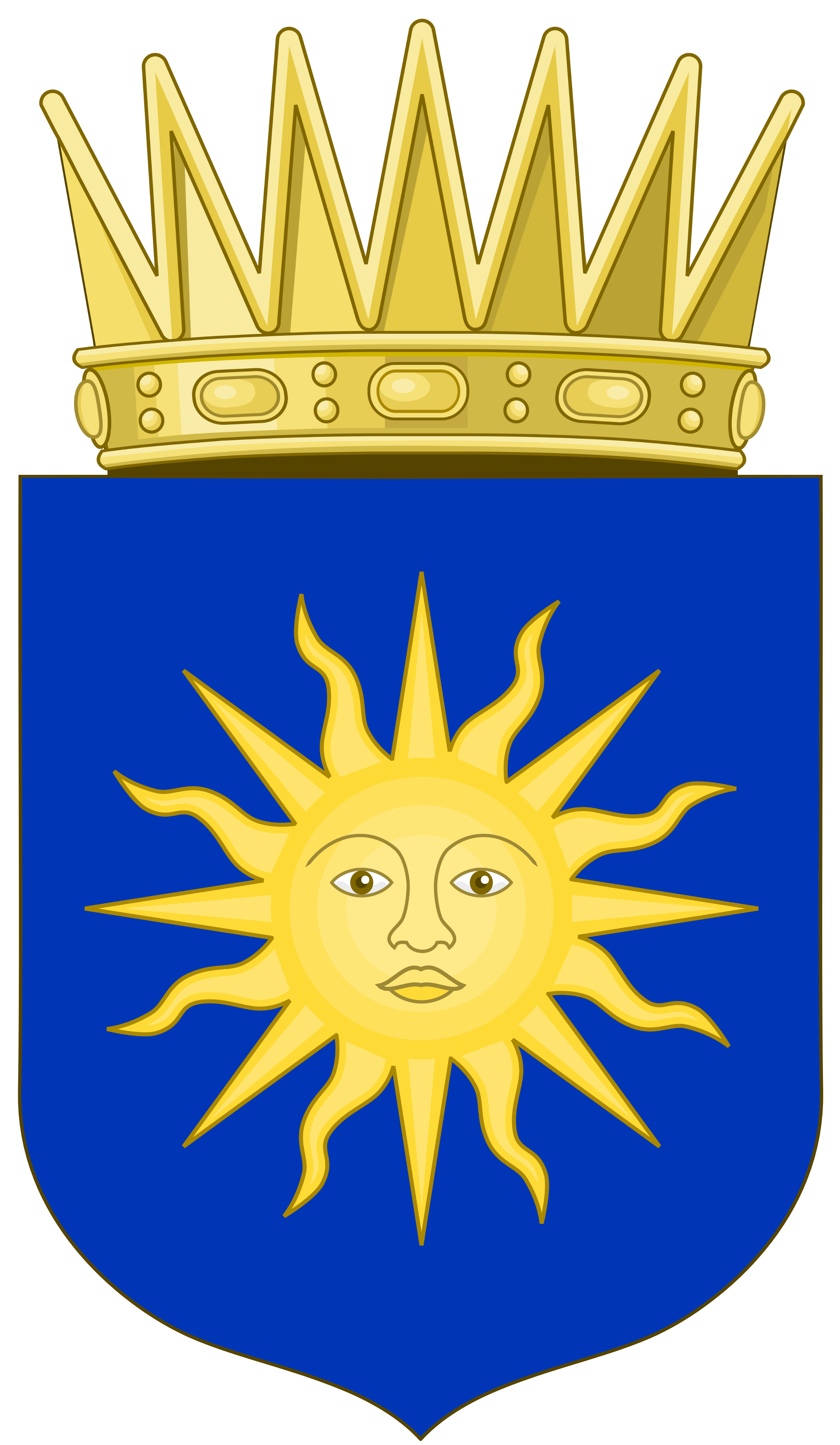
Blasón propuesto al joven Luis XIII para su "nuevo reino" de la "Francia equinoccial", el sol brillaba allí todo el año, con el lema Indis sol splendet, splendescunt lilia Gallis (resplandece el sol de la India, florece el lis de Francia).

Francia Equinoccial (en francés: France équinoxiale) fue el nombre que se le dio al proyecto de colonización liderado por Francia en el siglo XVII en América del Sur en regiones cercanas al ecuador, una empresa que llevaría a la creación de la Guayana Francesa. El término «equinoccial» se refiere a la duración igual del día y la noche, un fenómeno que en estas latitudes se prolonga a lo largo del año.

## Historia
La historia de la Francia equinoccial comienza en 1612, cuando una expedición francesa partió de Cancale, Bretaña, al mando de Daniel de La Touche, señor de Ravardière y el almirante François de Razilly. Con quinientos colonos a bordo, se acercó a la costa norte de lo que hoy es el estado de Maranhão, Brasil. Daniel de la Touche había descubierto esta región en 1604, pero la muerte de Enrique IV en 1610 pospuso el lanzamiento del proyecto de asentamiento. A diferencia de la Francia Antártica, esta empresa colonial no fue motivada por el deseo de escapar de las persecuciones religiosas.
Los colonos fundaron una aldea, que se llamaba Saint-Louis, en honor del rey Luis XIII; hoy se llama São Luís en portugués, por lo que es la única capital de algún estado en Brasil que no ha sido fundada por los portugueses o los brasileños. El 8 de septiembre, los hermanos capuchinos que acompañaron a la expedición celebraron su primera misa en suelo americano y los soldados comenzaron a construir fortificaciones.
La colonia no iba a sobrevivir mucho tiempo. Los portugueses reunieron un ejército en el estado de Pernambuco, que expulsó a los colonos franceses en 1615, menos de cuatro años después de su llegada. Unos años más tarde, los colonos portugueses llegaron en gran número y São Luís comenzó a crecer lentamente, con una economía basada en las plantaciones de caña de azúcar.
Los comerciantes y colonos franceses intentaron nuevamente establecer Francia Equinoccial más al norte, en lo que hoy es la Guayana Francesa, en 1604 (enclave destruido por los portugueses) y 1643 con la fundación de Cayena el 27 de noviembre, asentamiento destruido por los amerindios al año siguiente. La Compañía de Francia Equinoccial fue fundada dos veces, en 1643 y 1645, pero con poco éxito. Fue solo después de 1674, cuando la colonia quedó bajo el control directo de la corona de Francia y se nombró un gobernador, que la Francia Equinoccial se hizo realidad.
El nombre de "Francia Equinoccial" también se usó en 1763-1764 en la colonia de Kourou en la Guayana Francesa, a petición de Choiseul, por el caballero Turgot, Jean-Baptiste Thibault de Chanvalon y Préfontaine, pero ésta se terminó por un desastre.